# Paul Delvaux
Paul Delvaux (Antheit, 23 september 1897 – Veurne, 20 juli 1994) was een Belgische kunstschilder.
Hij werd vaak gerekend tot de Belgische surrealisten, maar was het zelf oneens met deze kwalificatie. Hij vond deze interpretatie van zijn werk te eng, te formalistisch en vooral te oppervlakkig. Hij wilde gewoon "een poëtisch realisme" creëren en daarin bereikte hij een ongekende hoogte en internationale bekendheid.

## Levensloop
Zijn vader was advocaat in Brussel en de jonge Paul was voorbestemd voor de architectuur. Hij volgde daartoe de Brusselse Academie, maar kreeg tezelfdertijd een opleiding in het schildersatelier van Constant Montald, net als zijn tijdgenoot René Magritte.
Zijn werk werd voor het eerst opgenomen in een groepsexpositie bij Le Sillon, in 1924. Hij werkte enige jaren in de omgeving van Bosvoorde, op een permekiaans-expressionistische wijze. Op de Foire du Midi in Brussel in 1932 kreeg hij de schok die zijn kunst verder zou bepalen, bij zijn bezoek aan het rariteitenkabinet in het Musée Spitzner. In 1934, bij zijn kennismaking met het werk uit 1926 van Giorgio de Chirico, op de Minotaurus-expositie, onderging zijn stijl een beslissende ommekeer: de poëet Delvaux stak van wal.
Op 1 januari 1933 stierf zijn moeder, die zijn eerste liefde (zijn "Tam") nooit had aanvaard. Datzelfde jaar vernietigde hij meer dan 100 van zijn vroegste werken. Hoewel niet bepaald opgetogen over de surrealistische schilderijen van Magritte, stelden beide meesters in 1936 toch gelijktijdig tentoon in het Brusselse Paleis voor Schone Kunsten. Hier bleek al duidelijk dat Delvaux zijn eigen weg ging, naar het poëtische toe, wel met surrealistische ondertonen.
Zijn vader stierf in 1937. In dat jaar trouwde hij met Suzanne Purnal. Het huwelijk werd echter een emotioneel fiasco. Ontgoocheling en eenzaamheid werden een zodanige bron van inspiratie, dat hij in deze periode zijn allerbeste werk creëerde. 1938 werd een uitzonderlijk vruchtbaar jaar. Hij exposeerde op de Exposition Internationale du Surréalisme, georganiseerd door Marcel Duchamp, in Parijs in januari. In juni was hij op eenzelfde tentoonstelling in Amsterdam, ditmaal georganiseerd door André Breton en Paul Éluard. En in Londen was hij te zien in de London Gallery van E.L.T. Mesens. Hij ontving nog de Prix de l'Académie Picard en reisde voor het eerst naar Italië.
Tijdens de Tweede Wereldoorlog weigerde hij te exposeren. In de winter van 1944-45 kreeg hij, in het Paleis voor Schone Kunsten, zijn eerste grote retrospectieve. De Belgische cineast Henri Storck maakte de film Le monde de Paul Delvaux. In 1947 ontmoette hij te Sint-Idesbald opnieuw en totaal onverwacht zijn eerste geliefde Anne-Marie De Martelaere, zijn "Tam". Hierop verliet hij zijn vrouw. Hij huwde Tam ten slotte op 25 oktober 1952.
Hij werd professor aan de École nationale supérieure des arts visuels la Cambre in Brussel in 1950 en realiseerde in 1952 het muurfresco in de Kursaal van Oostende. In 1954 nam hij deel aan de XXVIIste Biënnale van Venetië. De Italiaanse Reggio Emilia-prijs viel hem te beurt in 1955. In 1956 reisde hij naar Griekenland, het land van zijn zo vaak geschilderde tempelgalerijen. Op 5 juli werd hij opgenomen in de Koninklijke Academie voor Wetenschappen, Letteren en Schone Kunsten van België.
Tien jaar later ontving hij de Belgische Staatsprijs voor zijn gezamenlijk werk en werd hij benoemd tot Voorzitter van de Koninklijke Academie voor Schone Kunsten. Vanaf 1966 woonde hij al de helft van het jaar in het Park van Veurne. Henri Storck realiseerde in 1971 een nieuwe film: Paul Delvaux ou les femmes défendues, ditmaal naar een draaiboek van René Micha.
De Franse Académie beloonde hem als Officier de l'Ordre des Arts et des Lettres de France in 1972.
In 1973 ontving hij de Rembrandt-prijs van de Johann Wolfgang Goethe-Stiftung te Basel. Tezelfdertijd organiseerde het Museum Boijmans Van Beuningen in Rotterdam zijn grote overzichtstentoonstelling. Deze expositie werd hernomen, het jaar daarop, in Japan, in de Nationale Musea van Tokio en van Kioto. In het Brusselse Beurs-metrostation maakte hij de monumentale wandschildering, in 1978. Dat jaar werd hij ook ereburger van de stad Veurne.
De Brusselse Université Libre nam Paul Delvaux op als Doctor Honoris Causa in 1979. De Amerikaanse pop-kunstenaar Andy Warhol ontmoette Delvaux in Brussel, in 1981, en maakte een reeks portretten van de schilder.

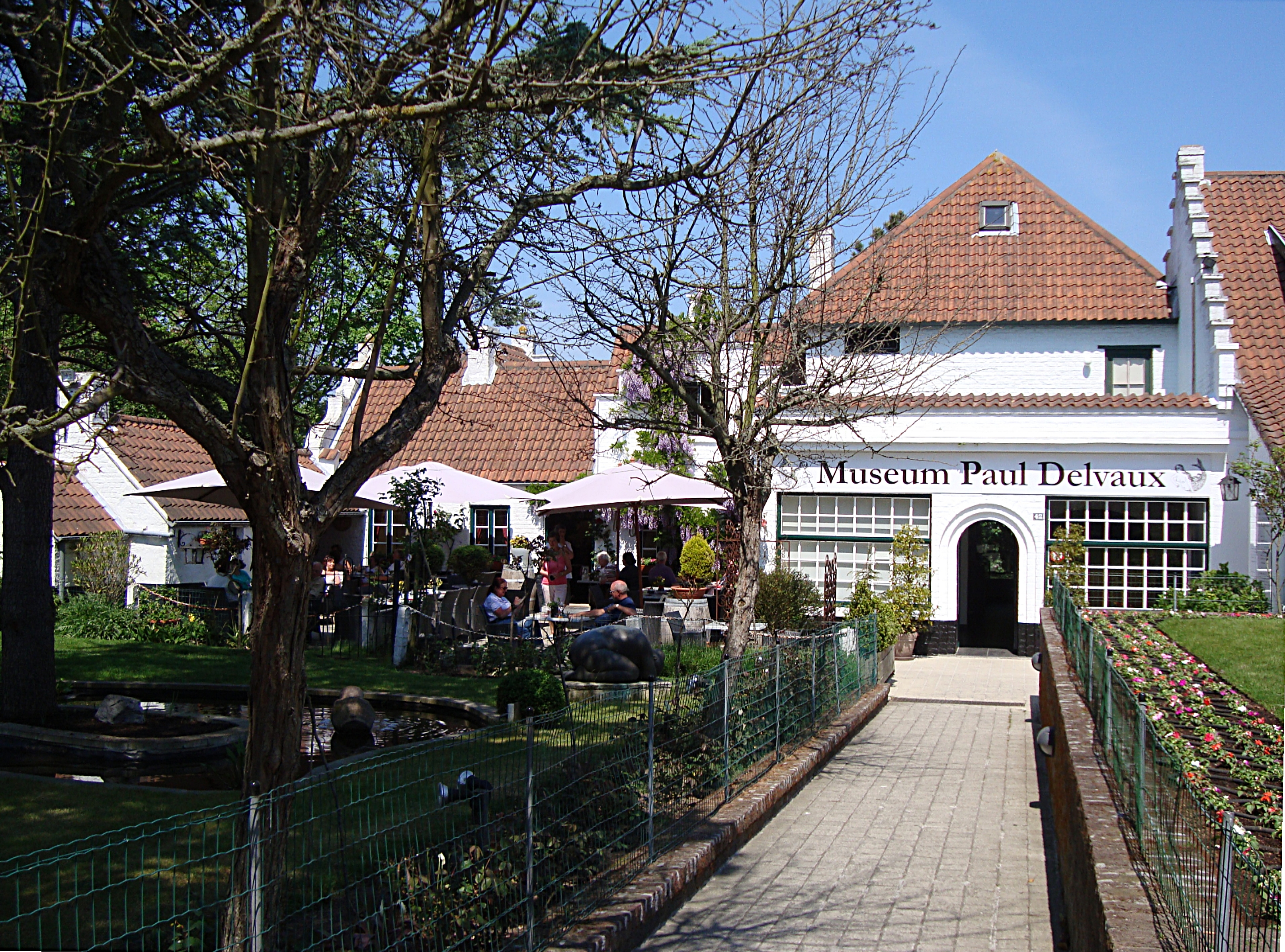
Paul Delvaux Museum te Sint-Idesbald

Op 26 juni 1982 werd in Sint-Idesbald het Paul Delvaux Museum geopend. In de tien jaar voor zijn dood volgden nog exposities in Parijs, Ferrara, München, Tokio, Osaka,  Yokohama en Himeji.

## Iconografie (beeldtaal)
De iconografie van het werk van Delvaux waaraan hij zijn bekendheid ontleent, valt moeilijk te doorgronden. Niet alleen omdat de schilder zich in dat opzicht zelden expliciet heeft uitgelaten over de door hem gebruikte motieven, maar ook omdat deze dan nog voor velerlei uitleg vatbaar blijven. Vrouwelijke naakten met grote droomogen, menselijke skeletten, ouderwetse treinen en wagons, stations en klassiek aandoende gebouwen zijn wel de voornaamste elementen van zijn gebruikte beeldtaal. Na verloop van tijd werden ongebruikelijke combinaties als bijvoorbeeld elektriciteitspalen tussen Griekse tempels niettemin gemeengoed als deel van een droomwereld, die ondanks haar uitgesproken naturalistische karakter uitermate vervreemdend aandeed.

## Eerbetoon
- 1956 - opgenomen in de Koninklijke Academie voor Wetenschappen, Letteren en Schone Kunsten van België
- 1965 - vijfjaarlijkse Belgische Staatsprijs
- 1971 - film: Paul Delvaux ou les femmes défendues (Henri Storck)
- 1973 - Rembrandt-prijs van de Johann Wolfgang Goethe-Stiftung
- 1976 - Croix de Chevalier de la Légion d'Honneur
- 1978 - Ereburger van stad Veurne
- 1979 - Doctor Honoris Causa aan de Université libre de Bruxelles
- 1983 - postzegelreeks
- 1986 - Officier de l'Ordre des Arts et des Lettres de France van de Franse Académie
- 1997 - postzegelreeks
- 2005 - Nr. 43 in de Vlaamse versie van De Grootste Belg en nr. 55 in de Waalse versie.
- - Insigne d'Honneur du Travail (België)